# Only Built for Infinity Links
Only Built for Infinity Links è un album in studio dei rapper statunitensi Quavo e Takeoff, pubblicato il 7 ottobre 2022 con il nome Unc & Phew.
Si tratta dell'ultima pubblicazione di Takeoff in vita, essendo stato ucciso solo 25 giorni dopo l'uscita dell'album, ovvero il 1º novembre 2022.

## Tracce
1. Two Infinity Links – 2:09
2. Tony Starks – 2:28
3. Hotel Lobby (Unc & Phew) – 2:22
4. Bars into Captions – 2:47
5. See Bout It (with Mustard) – 3:00
6. To the Bone (with YoungBoy Never Broke Again) – 4:43
7. Not Out – 2:57
8. Chocolate (with Young Thug and Gunna) – 3:28
9. 2.30 – 3:26
10. Look @ This – 3:16
11. Mixy (with Summer Walker) – 4:30
12. Messy – 2:57
13. Nothing Changed – 3:19
14. Integration – 3:27
15. Big Stunna (with Birdman) – 3:37
16. Us vs. Them (with Gucci Mane) – 3:36
17. Hell Yeah – 3:33
18. Tools – 3:39

## Classifiche
| Classifica (2022) | Posizione raggiunta |
| ----------------- | ------------------- |
| Stati Uniti       | 7                   |